# Tellermine
La tellermine (traducido al español como mina de plato) era una mina antitanque de fabricación alemana de uso común en la Segunda Guerra Mundial, compuesta de explosivos sellados dentro de una carcasa de chapa metálica y equipados con una espoleta accionada por presión. Para ser transportadas, las minas tellermine tenían un asa metálica en el lateral.

## Funcionamiento
Con un poco más de 5,5 kilogramos de trinitrotolueno (TNT) y una presión de activación de espoletas de aproximadamente 200 libras (91 Kg.), la tellermine era capaz de hacer volar las orugas de cualquier tanque de la Segunda Guerra Mundial o destruir un vehículo ligeramente blindado. La alta presión necesaria para su activación permitía que se accionara solo si un vehículo u objeto pesado la sobrepasaba.

## Variantes
De los dos tipos de espoletas a presión disponibles para las tellermine, el esmeril T.Mi.Z.43 se destacó por presentar un dispositivo integral anti-manejo como estándar: Cuando se insertaba el esmeril T.Mi.Z.43 y la placa de presión (o tapón de rosca) se atornillaba en su lugar, cortaba un pasador de armado débil dentro de la boquilla con un "chasquido" audible. Esta acción armaba el dispositivo anti-manipulación. A partir de entonces, cualquier intento por desarmar la mina desenroscando la placa de presión (o el tapón de rosca) para eliminar la espoleta liberaba automáticamente el percutor disparado por resorte en su interior, lo que desencadenaba la detonación. 
Como es imposible determinar qué tipo de espoleta se había instalado, nunca se debía quitar una placa de presión o tapón de rosca de una tellermine. La boquilla T.Mi.Z.43 se podía instalar en las tellermine de las series 35, 42 y 43.
Para dificultar el desminado, todas las tellermine presentaban dos pozos de espoletas adicionales (ubicados en el costado y debajo) para permitir la conexión de dispositivos anti-manipulación, típicamente en forma de espoleta. 
Hubo cuatro modelos de tellermine fabricados durante la Segunda Guerra Mundial: 
- Tellermine 43
- Tellermine 42
- Tellermine 35
- Tellermine 29

Aproximadamente 3.622.900 de estas minas fueron producidas por Alemania desde 1943 hasta 1944.

## Galería

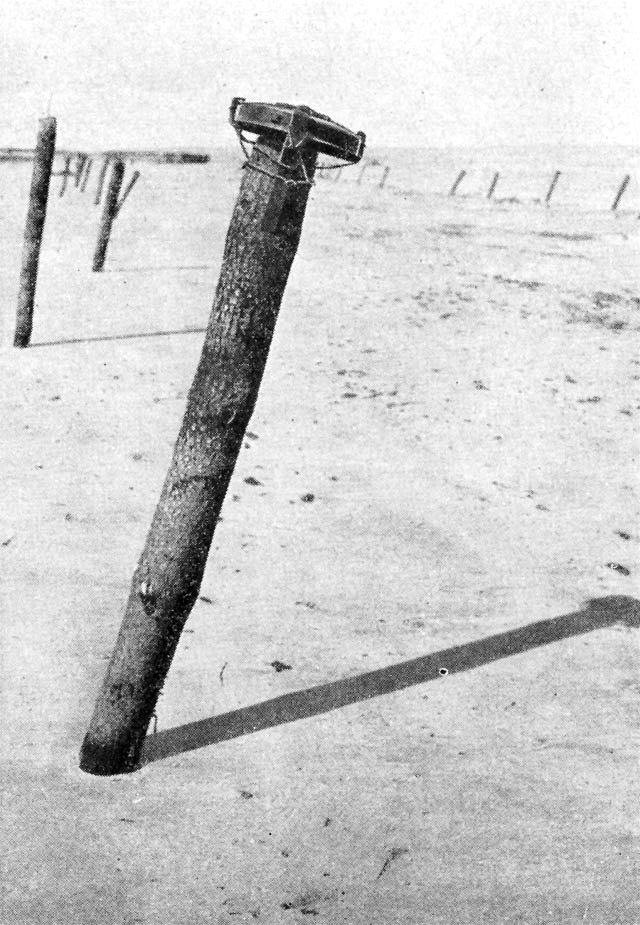
Tellermine en Utah beach. Destinada a explotar contra lanchas de desembarco en marea alta.
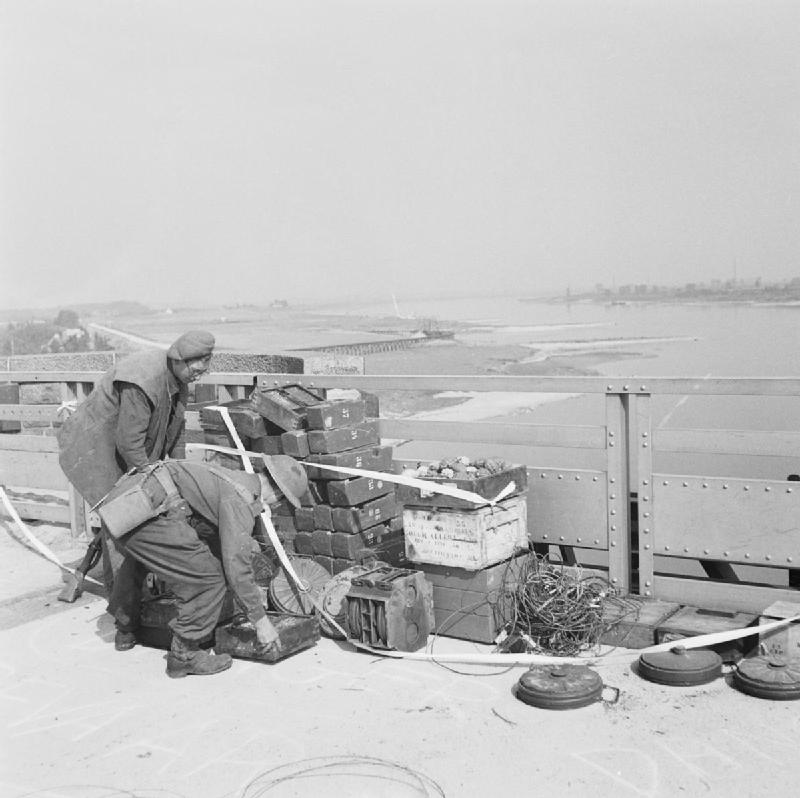
Ingenieros británicos eliminaron las cargas que los alemanes habían establecido para volar el puente de Nijmegen, septiembre de 1944.
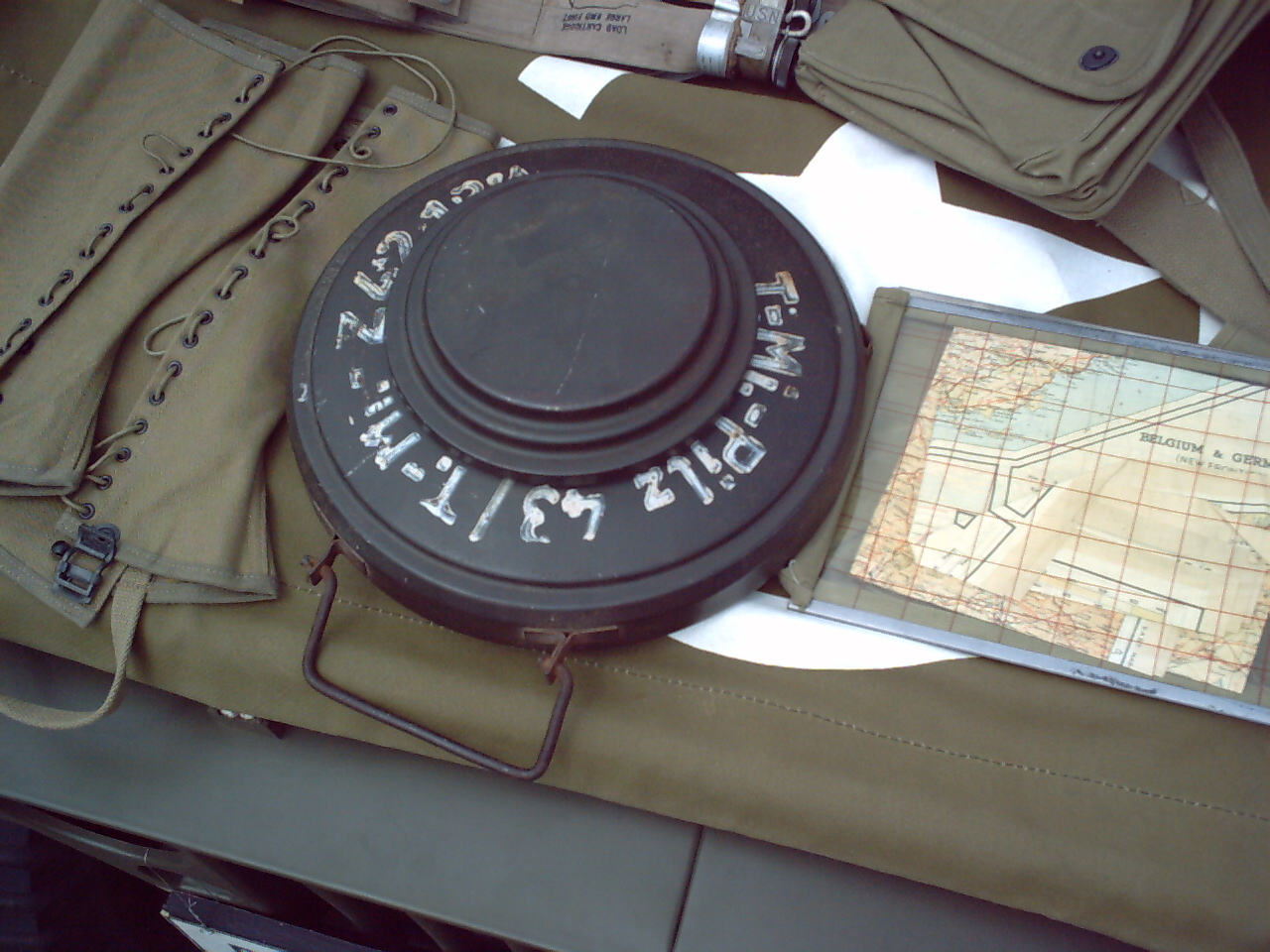
Tellermine 43.